# Klaviersonate Nr. 31 (Beethoven)
Ludwig van Beethovens Sonate Nr. 31 As-Dur op. 110 entstand 1821 und wurde 1822 von Schlesinger in Berlin und Paris veröffentlicht.
Wie in allen späten – und insbesondere in den letzten drei – Klaviersonaten verlagert Beethoven den Schwerpunkt in den letzten Satz. Er ist länger als die beiden vorausgegangenen zusammen (Gulda braucht in seiner Einspielung von 1967 rund sechs Minuten für den ersten, zwei für den zweiten und neun für den dritten Satz).

## Aufbau
- Erster Satz: Moderato cantabile, molto espressivo, As-Dur, 3/4 Takt, 116 Takte
- Zweiter Satz: Allegro molto, f-Moll, 2/4 Takt, 158 Takte
- Dritter Satz: Adagio ma non troppo, b-Moll, 4/4 Takt und 12/16 Takt – Fuga, Allegro, ma non troppo, As-Dur, 6/8 Takt, 213 Takte

## Erster Satz
Der Hauptsatz beginnt – con amabilita (sanft) – mit einem viertaktigen Thema, das im vierstimmigen Choralsatz harmonisiert ist und das man sich von einer Orgel gespielt vorstellen kann, ein Anfang von hoher, ruhiger Feierlichkeit. Nach einem Triller und einer ausschwingenden melodischen Kadenz beginnt eine einfache gesangvolle Melodie, die von einer Sechzehntel-Figur im Stil Mozarts begleitet wird und den Hauptsatz vervollständigt. Ab Takt 12 folgt ein achttaktiger Überleitungsteil, der aus Figurenwerk in auf- und absteigenden Zweiunddreißigsteln besteht.
Nach einem Anstieg der Zweiunddreißigstel-Figuren in hohe Diskantregionen erscheint dort (Takt 20) als Beginn des Seitensatzes eine absteigende Folge von abwärts gerichteten Oktavsprüngen, die rhythmisch verschränkt in Ober- und Unterstimme auftreten. Nach deren mit weiteren Sechzehnteln angereicherten Wiederholung entwickelt sich über einer Trillerkette im Bass eine dynamisch anwachsende und rhythmisch kraftvolle Passage (Takte 25 bis 27), die zum ersten raumgreifenden forte- Aufschwung des Satzes führt (Takt 28 bis 31). Die Exposition, die nicht wiederholt wird, endet ruhig im dolce piano, ohne dass ein ausgeprägtes oder abgeschlossenes zweites Thema deutlich erkennbar geworden wäre.
In den Takten 36 und 37 schraubt sich über einem ruhenden Es-Dur-Dreiklang eine Sechzehntelkette allmählich über zwei Oktaven in die Höhe und mündet im 38. Takt in einen ruhig rhythmisierten gebundenen Oktavsprung, der auch vom Bass aufgenommen und im nächsten Takt einen Ton tiefer wiederholt wird. Dem schließt sich die ausschließlich vom Motiv der beiden Anfangstakte bestrittene Durchführung (ab Takt 40) an. Insgesamt achtmal wird dieses Motiv, beginnend mit f-Moll in wechselnder harmonischer Beleuchtung wiederholt, zunächst in drängendem Crescendo mit der pulsierenden „Mozartschen“ Begleitung kombiniert, dann im piano verbleibend und mit gebundenen Tonleiterfiguren unterlegt.
Beim Eintritt der Reprise (ab Takt 56) wird das Thema von der Zweiunddreißigstelfigur der Exposition begleitet, dann eine Oktave tiefer wiederholt, wobei die Zweiunddreißigstel in die Diskantregion wechseln. Eine Modulation führt nach Des-Dur, in dem nun die Kantilene des Hauptsatzes erscheint, allerdings gegen Ende so verändert, dass nach E-Dur moduliert wird.
Der weitere Verlauf der Reprise entspricht weitgehend der nach As-Dur transponierten Exposition und mündet in eine Phase stiller Ruhe (Takt 101 bis 104, pianissimo, Es-Dur). Die anschließende Coda nimmt zunächst die Zweiunddreißigstelfiguren auf, lässt den Satz aber schließlich ruhig im Piano ausklingen. In den letzten drei Takten baut sich allerdings noch einmal eine Spannung auf, die nach einem bis zum Forte führenden Crescendo darin gipfelt, dass gegen den Basston As1 ein verminderter Septakkord (B-fes1-g1-des2) erklingt. Die Schärfe dieser Dissonanz löst sich sukzessive mittels zweier absteigender Sekundschritte in die entspannte Ruhe des Tonikadreiklangs auf.

## Zweiter Satz
Der zweite Satz, im Zweivierteltakt stehend, hat den Charakter eines düsteren, bizarren Scherzos. Seine schroffen dynamischen Gegensätze und seine schlagkräftige, von akzentuierten Synkopen durchsetzte Rhythmik stehen in scharfem Kontrast zur Lyrik des ersten Satzes.
Zu Beginn erklingt ein in Vierteln akkordisch gesetztes Motiv, dem angeblich der Gassenhauer „Unsre Katz hat Katzerln gehabt“ zugrunde liegt. Später folgt eine kleine Melodie (ab Takt 17), die wie ein anderer Gassenhauer klingt („Ich bin lüderlich, du bist lüderlich“) und möglicherweise auch einer Wiener Posse nachempfunden ist.
Das Trio in Des-Dur (Takt 41 bis 95) ist von durchgehender Achtel-Motorik geprägt, Synkopen und scharfe dynamische Akzente verschärfen diesen unruhigen Charakter.
Nach der Wiederholung des ersten Teils gebietet eine Coda mit einer Folge blockartiger, von Pausen unterbrochener Sforzato-Akkorde dem skurrilen Treiben Einhalt, worauf sich der ganze Spuk piano im (vorgeschriebenen) Pedalnebel einer aus dem Bass aufsteigenden Figurenkette verflüchtigt. Das F-Dur dieses Schlusses entpuppt sich anschließend als Dominante zu dem b-Moll, mit dem der dritte Satz beginnt.

## Dritter Satz
Mauser bezeichnet diesen Satz als den „vielleicht differenziertesten und ungewöhnlichsten Sonatensatz“ in Beethovens Gesamtwerk, wofür allein schon die Fülle an Takt- und Tonartwechseln und ins Detail gehenden Vortragsbezeichnungen spricht.
Er gliedert sich in folgende Abschnitte:
- Adagio, ma non troppo, b-Moll, 4/4 Takt, Takte 1 bis 7
- Adagio, ma non troppo, Klagender Gesang, Arioso dolente, as-Moll, 12/16 Takt, Takt 7 bis 26
- Fuga, Allegro, ma non troppo, As-Dur, 6/8 Takt, Takt 27 bis 114
- L’istesso tempo di Arioso, Ermattet, klagend, Perdendo le forze, dolente, g-Moll, 12/16 Takt, Takt 114 bis 135
- L’istesso tempo della Fuga, poi a poi di nuovo vivente, Nach und nach wieder auflebend, G-Dur (ab Takt 153 g-Moll), 6/8 Takt, Takt 136 bis 168
- Meno Allegro. Etwas langsamer, ab Takt 174 As-Dur, Takt 168 bis 213

### Adagio, ma non troppo, Takte 1 bis 7
Der Satz beginnt zunächst mit einem eher konventionellen, typischen Adagio-Thema, moduliert allerdings schon im dritten Takt nach as-Moll. Zu einer Weiterentwicklung dieses Anfangsthemas kommt es jedoch nicht, denn Beethoven bricht an dieser Stelle unvermittelt ab: ein Recit.[ativ] in Takt 4 führt zur sogenannten „Bebung“ in Takt 5, die Tonart wechselt über den H-Septakkord nach E-Dur (Vorzeichenwechsel von Mitte Takt 5 bis Mitte Takt 6), dann jedoch (ab Mitte Takt 6) zu as-Moll. Das Anfangsmotiv der ersten drei Takte des Satzes wird auch im weiteren Verlauf an keiner Stelle wieder aufgenommen und so nachträglich zur bloßen Einleitung „degradiert“.
Die Takte 4 und 5 enthalten jeweils 8 Viertelnoten, sind also von doppelter Länge, im Takt 6 stehen 5 Viertelnoten. Der Taktwechsel zum 12⁄16-Takt findet in Takt 7 statt, in dem zunächst im „alten Takt“ 2 Achtelnoten, also vier Sechzehntel und dann – bereits die gleichmäßige akkordische Begleitung des Klagenden Gesangs aufnehmende – sechs Sechzehntel stehen.
In diesem Satzanfang – der bis auf eine kurze Ausnahme (Mitte Takt 5) una corda vorschreibt, also kaum dynamische Akzente setzen will – fällt die große Zahl von Tempovorschriften auf (Adagio, ma non troppo; Piu Adagio; Andante; Adagio; ritard.[ando]; Meno Adagio; Adagio; Adagio, ma non troppo), mit der Beethoven offensichtlich seine sehr genaue Vorstellung zum Vortrag dieser Anfangstakte durchsetzen will, die – besonders durch das „Rezitativ“ – eher unbestimmten, gleichsam improvisierten Charakter haben.

### Adagio, ma non troppo, Klagender Gesang,Arioso dolente, Takt 7 bis 26
Dieser gänzlich anders geartete Abschnitt im 12⁄16-Takt beginnt mit der (bei einem Abstieg durch die Töne des as-Moll-Dreiklangs) sich langsam aufbauenden gleichmäßigen Begleitung in Sechzehnteln, die in Gruppen zu je drei zusammengefasst und also triolisch zu verstehen sind, bevor in Takt 9 – der auch die Überschrift „Klagender Gesang, Arioso dolente“ trägt – die Melodie einsetzt. Die akkordische Begleitung läuft über nahezu den gesamten Abschnitt (bis Takt 24) in der linken Hand ununterbrochen durch. In einigen Takten übernimmt zusätzlich eine zweite Stimme in der rechten Hand diesen gleichmäßigen Puls und fügt in den Takten 21 und 22 durch auf- und absteigende Seufzersekunden geprägte Motive ein, die zu den Seufzern der Oberstimme kontrapunktierend hinzutreten und eine extreme Steigerung der Ausdrucksintensität bewirken.
Die vorwiegend absteigende melodische Linie des „klagenden Gesangs“ wird verschiedentlich mit Bachs Arie „Es ist vollbracht“ aus der Johannes-Passion in Verbindung gebracht. Beethoven stellt diese Linie jedoch von Anfang an durch Vorhalte und Überbindungen rhythmisch oft bewusst gegen die triolisch geführte Begleitung und schafft dadurch eine gewisse Unbestimmtheit des metrischen Ablaufs. Am Ende des Abschnitts steht eine unisono-Kadenz, die pianissimo mit einer Fermate auf dem As schließt.

### Fuga,Allegro, ma non troppo, Takt 27 bis 114
Das Thema der dreistimmigen Fuge beginnt – den Schlusston des vorangegangenen Abschnitts aufnehmend – piano im Bass. Es besteht aus einer Folge von aufsteigenden Quarten (As–Des; B–Es; C–F), abgeschlossen durch ein kurzes zum c absteigendes Motiv. Dann setzt die Altstimme mit einer realen Beantwortung auf Es ein (Takt 31), kontrapunktiert von einer fließenden Achtelbewegung. Nach einer kurzen rückmodulierenden Überleitung, die das Schlussmotiv des Themas sequenziert, folgt ein Sopraneinsatz wiederum auf As. An diese erste Durchführung (Exposition) schließt sich ein kurzes (5-taktiges) Zwischenspiel an, das über der durchgehenden Achtelbewegung der beiden Unterstimmen in der Oberstimme das Schlussmotiv des Themas absteigend sequenziert.
Ein Crescendo und ein Triller kündigen die zweite Durchführung an, die in Takt 45 gewichtig mit dem Einsatz des Themas im Bass beginnt, nun forte und in Oktaven. Im weiteren Verlauf dieser zunächst wieder ins Piano zurückgenommenen und durch Zwischenspiele aufgelockerten Durchführung folgen ein Themeneinsatz im Alt in As-Dur und ein Sopraneinsatz in Es-Dur. Bemerkenswert ist, dass die nun folgenden Sequenzierungen des thematischen Schlussmotivs nicht wie vorhin abwärts, sondern aufwärts führen. Ein Aufschwung kündigt sich an, der nun in der dritten Durchführung ab Takt 73 mit einem Basseinsatz des Themas in Angriff genommen wird. Kraftvoll ausholend dehnt der fortissimo und oktavverdoppelt auf G einsetzende Bass den Anfangston auf die doppelte Länge, bevor die aufsteigenden Quartsprünge beginnen. Es werden jetzt jedoch nicht nur drei Quartsprünge, sondern deren sechs aufeinander getürmt. Auch wird aus der Abwärtsbewegung am Ende des Themas durch rhythmische Verkürzung eine nur noch periphere Unterbrechung des schrittweise bis zum des weitergeführten Anstiegs.
Nach diesem Kraftakt wirkt der Rest der dritten Durchführung und das anschließende Zwischenspiel eher als Verschnaufpause, bevor ein Crescendo die vierte und letzte Durchführung vorbereitet, die wiederum mit einem oktavverdoppelten Basseinsatz (auf Es) beginnt und die folgenden Einsätze im Alt (Es) und Sopran (As) in Engführung aufeinander schichtet. Die aufsteigenden Quarten des Sopraneinsatzes werden rhythmisch gedrängt und nach oben weitergeführt. Der dann folgende mit einem Triller ausgeschmückten Dominantseptakkord führt jedoch nicht zur Tonika As-Dur. Stattdessen bleibt der Klang des Dominantseptakkords über viereinhalb Takte stehen (Pedal), anfangs noch mit einem leiser werdenden ab- und aufsteigenden Arpeggio belebt, dann nur noch statisch ausgehalten. Schließlich erfolgt mittels enharmonischer Umdeutung eine Auflösung in den Quartsextakkord von g-Moll. Jürgen Uhde schreibt hierzu: „… in einem furchtbaren Schwächeanfall, im Sturz in die schäumende g-Moll-Tiefe wird alle bisherige Anstrengung des 1. Fugenteils jäh zunichte.“,

### L’istesso tempo di Arioso, Ermattet, klagend,Perdendo le forze, dolente, Takt 114 bis 135
„Die Variation des Ariosos, der 2. Adagio-Teil, steht um einen halben Ton tiefer als der erste klagende Gesang. Dieser ‚Fall‘ unterstreicht die Tiefe der Depression, die auch in dem Zusatz ‚ermattet klagend‘ zum Ausdruck kommt.“ Die „Ermattung“, der „Verlust der Kraft (perdendo le forze)“ wird in einer erheblich verstärkten „Zerstörung“ des metrischen Ablaufs deutlich. Bis auf wenige Ausnahmen stellt sich die Stimme der rechten Hand gegen die weiterhin in Sechzehnteln durchlaufende Begleitung. Die Seufzer der Melodie werden durch Pausen (suspiratio) unterbrochen und dadurch in ihrer Ausdrucksintensität verstärkt.
Am Ende des Abschnitts – ab Takt 129 – erscheinen die Seufzer nur noch als ersterbende Zweiunddreißigstel-Fetzen auf dem jeweilig dritten „Triolen-Sechzehntel“. Die Töne der abschließenden Kadenz tropfen matt auf dieser unbetonten Zählzeit dahin und auch der überraschend in tiefer Lage auftauchende G-Dur-Dreiklang wird als drittes Triolensechzehntel notiert. „Dieser Rhythmus ist als solcher nicht mehr hörbar zu machen, weil man eine Pause nicht marcato spielen kann; nur so wäre ja die Rolle des 3. Sechzehntels zu artikulieren. Es ist ein willenloser, fast ein Todesrhythmus.“. Ein allmähliches Crescendo des zehnmal angeschlagenen G-Dur-Dreiklangs, „der wie Glocken hallt“, signalisiert die allmähliche Rückkehr zum Leben, die sich in dem aufsteigenden gebrochenen G-Dur-Dreiklang und dem Anfang des folgenden fugierten Teils fortsetzt.

### L’istesso tempo della Fuga, poi a poi di nuovo vivente, Nach und nach wieder auflebend, Takt 136 bis 168
Die Fuge setzt in zweifacher Hinsicht als Umkehrung ein: das Thema tritt nun in der Form absteigender Quarten (D–A; C–G; H–Fis), abgeschlossen durch einen kurzen Anstieg, auf, und der Stimmeneinsatz erfolgt ebenfalls umgekehrt: der Sopran eröffnet, es folgen Alt und Bass. Von Takt 152 an ändert sich mit der Tonart (nun g-Moll) auch die Art der kontrapunktischem Arbeit: Das – nun wieder aufsteigende – Fugenthema wird rhythmisch verkleinert und jetzt mit Achteln und Sechzehnteln notiert. In dieser Gestalt wird es in Unter- und Mittelstimme mehrfach enggeführt, während in der Oberstimme eine rhythmische Vergrößerung mit über die Taktgrenzen hinweg gebundenen Noten (im Gesamtwert punktierter Halber) erklingt. Dabei wird die Intervallstruktur mitunter leicht variiert. So tritt das Thema etwa schon in Takt 153 (im Alt) mit aufsteigenden Terzen anstelle der Quarten auf. Ab der 2. Hälfte von Takt 160 erscheint die Vergrößerung des Themas oktaviert im Bass, während die Oberstimmen die Verkleinerung abwechselnd in Sexten und Terzen parallel führen. Dabei findet eine zunehmende thematisch-motivische Reduktion statt, die schließlich so weit führt, dass in den Schlusstakten dieses Abschnitts (166 und 167) gegen die im Bass fortgeführte Themenvergrößerung in Alt und Sopran lediglich noch ein Dialog wechselnd ab- und aufsteigender Quarten übrig bleibt, wobei diese jeweils synkopisch vor der Zeit einsetzen und damit die metrische Struktur verunklaren.

### Meno Allegro. Etwas langsamer, Takt 168 bis 213
Die Vortragsbezeichnung „Etwas langsamer“ ist in diesem Abschnitt irreführend, denn wegen des Wechsels zu kürzeren Notenwerten (Sechzehntel statt Achtel) wird real eine Steigerung des Tempos hörbar. Das zunächst bestimmende Motiv ist eine erneute Beschleunigung und Komprimierung des Fugen-Themas: auf (nur noch) zwei aufsteigende Quarten (Es–As; G–C) folgt ein kurzer Abstieg (B–As–G). Mit dieser komprimierten Form des Themas kontrapunktiert die rechte Hand die normal mit punktierten Vierteln in Takt 170 einsetzende Umkehrform des Themas in der linken Hand. Dabei passt die komprimierte Form vollständig auf je eine Note des „Umkehrthemas“. Diese Stelle ist für den Pianisten sehr schwer auszuführen, weil das komprimierte Thema mit der rechten Hand abwechselnd im Diskant und (übergreifend) im Bass gespielt werden muss, was eine versierte Sprungtechnik erfordert, umso mehr als zusätzlich „nach und nach wieder geschwinder“ in den Noten steht.
Nach dem Durchlaufen all dieser satz- und spieltechnischen Komplikationen wird in Takt 174 „mit dem Erreichen der Grundtonart As-Dur und dem [oktavierten] Basseintritt des Themas in der Grundgestalt der Sieg errungen. Die Fuge wird zum akkordischen, von rauschender [Sechzehntel-] Figuration belebten Klaviersatz, das Thema zum Hymnus; mit dreimaliger steigernder Sequenz schließt das Werk triumphierend ab“, und zwar im Fortissimo nach einem über fünf Takte und mehr als fünf Oktaven ab- und aufsteigenden arpeggierten As-Dur-Dreiklang mit einem vollgriffigen Akkord im Sechs-Oktaven-Abstand.

## Deutungen und Kommentare
- Das Fehlen einer Widmung gab zu der Vermutung Anlass, dass der musikalische Inhalt des Werkes zu persönlich sei, um die Zueignung an einen anderen zu gestatten. Es wurde die Ansicht vertreten, die Sonate sei (ähnlich wie der 3. Satz aus dem Streichquartett op. 132) als „Dankgesang eines Genesenen an die Gottheit“ aufzufassen. Beethoven hatte in dieser Zeit ein rheumatisches Fieber und eine Gelbsucht durchgemacht, und es ist möglich, dass die Eintragungen im Notentext des dritten Satzes („perdendo le forze, dolente“ und „poi a poi di nuovo vivente“) im Zusammenhang mit diesen persönlichen Drangsalen und ihrer Überwindung stehen.[2]
- Jörg Demus: „Es ist das Einzigartige an dieser Sonate, dass sie unter Umgehung des Intellekts ihre Botschaft dem miterlebenden Hörer und Spieler direkt verkündet […]. Der Inhalt schafft sich seine eigene, nie dagewesene, unwiederholbare Form. Daraus möchte ich […] Berechtigung und Ermutigung ableiten, op. 110 ausnahmsweise nicht formal zu entschlüsseln.“ Am Ende seiner rein hermeneutischen Beschreibung konstatiert er: „Ich bin mir bewußt, daß das Gefäß des op. 110 zu weit ist, als daß sein Inhalt, wie ich es eben versuchte, in Worten nacherzählt werden könnte. So schlage ich vor, jeder lege ein Stück von sich selbst in dieses Werk, folge nur einigermaßen seinen Peripetien: Von der Unschuld des Anfangs über Zwist und Streit, Klage, Leid und Verzagen zu mutigem Aufschwung durch die Kraft des Geistes. Ja, das scheint mir der Grund für die erschütternde, erhebende Wirkung von op. 110 zu sein: Der Triumph des Geistes.“[10]

## Klangbeispiele
- Satz I (Moderato Cantabile Molto Espressivo) – Anhörenⓘ/?
- Satz II (Allegro Molto) – Anhörenⓘ/?
- Satz III (Adagio, ma non Troppo) – Anhörenⓘ/?